# Diplôme supérieur de comptabilité et de gestion
Cet article possède un paronyme, voir Diplôme supérieur de gestion.
En France, le diplôme supérieur de comptabilité et de gestion (DSCG), anciennement dénommé Diplôme supérieur d'études comptables et financières (DESCF), est un diplôme d'État dans le domaine des métiers du chiffre créé en 2006, sanctionnant cinq années d'études supérieures après le baccalauréat. Ce diplôme confère à son détenteur le grade de Master. Il s'inscrit dans le cursus de l'expertise comptable.

## Finalité
Le DSCG est un diplôme de grade de Master délivré par l'État et possède une finalité professionnelle. Il recouvre l'ensemble des sept matières indispensables à tous les étudiants qui se destinent à une carrière dans les domaines de la comptabilité, de la gestion (notamment en système d'information), de la finance (directions administratives et financières) et du droit (droit des affaires et fiscalité notamment). C'est un sésame qui permet l'entrée dans les cabinets de comptabilité et d'audit financier, notamment les Big Four.
Le DSCG en remplaçant le diplôme d'étude supérieure  comptables et financières (DESCF) a opéré une diversification des compétences testées dans le domaine de gestion. Il englobe à présent sept domaines de compétence. Cette formation est une étape vers la formation du futur expert-comptable et nécessite de produire puis de soutenir devant un jury un mémoire - alliant compte-rendu de stage et apport théorique.

## Réforme des diplômes de comptabilité et gestion
Dans le cadre de la réforme LMD, deux nouveaux diplômes sont mis en place à la rentrée 2007 : 
- le diplôme de comptabilité et de gestion (DCG), sanctionnant trois années d'études supérieures après le baccalauréat.
- le diplôme supérieur de comptabilité et de gestion (DSCG), sanctionnant deux années d'études supérieures supplémentaires.

Ces nouveaux diplômes remplacent le diplôme préparatoire aux études comptables et financières, le diplôme d'études comptables et financières et le diplôme d'études supérieures comptables et financières. Ces diplômes ont été délivrés pour la première fois en 2008 et font partie du cursus de l'expertise comptable.
En 2010, le ministère décide d'attribuer à ces diplômes les grades de licence et master.

## Préparation
La préparation au DSCG peut se faire dans une grande école de commerce, une université ou dans une formation privée. Le candidat peut aussi préparer le DSCG seul et en candidat libre.
Le Master en comptabilité contrôle audit (CCA) permet une préparation préalable au DSCG et permet généralement une équivalence pour 5 des 7 épreuves à passer. Les Master CCA est un master lui-même très sélectif réparti dans des universités ou grandes écoles en France (par exemple Université Dauphine, à la Sorbonne et dans certains IAE).
L'Institut National des Techniques Économiques et Comptables (INTEC), établissement public faisant partie du CNAM, prépare également aux épreuves du DSCG. Le Diplôme DSCG de l'INTEC, lorsqu'il est réussi, dispense également de 5 des 7 épreuves du DSCG (les épreuves de Comptabilité et Audit, ainsi que Gestion Juridique Fiscale et Sociale devant être obtenues aux épreuves d'État pour  valider le DSCG à partir du Diplôme DSCG de l'INTEC).

## Obtention

### Épreuves
Sont admis à se présenter aux épreuves du DSCG les candidats qui sont titulaires du diplôme de comptabilité et de gestion (DCG), de DECF, d'un master délivré en France ou dans un autre État membre de l'Espace européen de l'enseignement supérieur, ou qui sont titulaires des titres ou diplômes admis en dispense du DCG. Une seule session du DSCG est prévue chaque année, qui se déroule au mois d'octobre, sans session de rattrapage possible. Les épreuves sont indépendantes. Le DSCG est obtenu si la moyenne générale est égale ou supérieure à 10 sur 20 sur l'ensemble des épreuves, sans avoir de notes inférieure à 6 sur 20, qui sont éliminatoires. Les notes comprises entre 6 et 9,99 sur 20 peuvent être conservées par le candidat pour une compensation ultérieure. Les épreuves du DSCG sont les suivantes : 
| N° | Épreuve                                                       | Coefficient | Nature | Durée |
| -- | ------------------------------------------------------------- | ----------- | ------ | ----- |
| 1  | Gestion juridique, fiscale et sociale                         | 1,5         | Écrit  | 4 h   |
| 2  | Finance                                                       | 1           | Écrit  | 3 h   |
| 3  | Management et contrôle de gestion                             | 1,5         | Écrit  | 4 h   |
| 4  | Comptabilité et audit                                         | 1,5         | Écrit  | 4 h   |
| 5  | Management des systèmes d'informations                        | 1           | Écrit  | 3 h   |
| 6  | Anglais des affaires                                          | 1           | Oral   | 1 h   |
| 7  | Mémoire professionnel                                         | 1           | Oral   | 1 h   |
|    | Épreuve facultative de langue (allemand, espagnol ou italien) | 1           | Écrit  | 3 h   |

L'épreuve « Mémoire professionnel » prévoir la réalisation d'un stage, dont la durée est d'au moins 16 semaines, et la soutenance d'un mémoire.
Le calendrier des épreuves est annoncé bien en amont de ces dernières. Vous pouvez retrouver les dates et les heures des examens à jour pour la session en cours.

### Dispenses
Les dispenses sont prévues par l'arrêté du 9 janvier 2008. Certains masters ayant la mention ou la spécialité "Comptabilité Contrôle Audit" ont obtenu toutes les dispenses du DCG, et des dispenses pour 5 des 7 épreuves du DSCG.
| Épreuves du DSCG                                                                                  | 1 | 2 | 3 | 4 | 5 | 6 | 7 |
| ------------------------------------------------------------------------------------------------- | - | - | - | - | - | - | - |
| Master Gestion mention ou spécialité Comptabilité Contrôle Audit délivré par certaines université |   | X | X |   | X | X | X |
| Diplôme Supérieur de Gestion et de Comptabilité délivré par l'INTEC (CNAM)                        |   | X | X |   | X | X | X |

REMARQUE : aucune dispense n'est accordée pour les épreuves de Gestion juridique, fiscale et sociale et de Comptabilité et audit.

## Taux de réussite
Le DSCG est une formation sélective (31% de succès en 2018).

## Débouchés
L'obtention du DSCG est nécessaire pour poursuivre une formation d'expert-comptable. Il ouvre la voie au stage professionnel d'expertise comptable, d'une durée de trois ans, qui débouche sur le Diplôme d'expertise comptable (DEC). Cette formation, bien que préparant l'obtention d'un diplôme de niveau supérieur, permet donc d'entrer sur le marché du travail, sous le statut d'expert-comptable stagiaire.
En outre, étant un diplôme reconnu sur le marché de l'emploi, le DSCG permet de prétendre à des postes tels que : 
- expert-comptable stagiaire (préparation au DEC)
- collaborateur, chef de mission en cabinet d'expertise
- responsable comptable (dans des grands groupes)
- auditeur junior
- contrôleur de gestion
- postes au sein des directeurs financières (DAF,...)

Le DSCG est un diplôme valorisant et assez bien reconnu. En l'absence d'un Master d'Ecole Supérieur de Commerce il est un prérequis pour entrer dans certains cabinets d'expertise comptable et d'audit financier.